# Тырново (Дондюшанский район)
Тырново (рум. Tîrnova, Тырнова) — село в Дондюшанском районе Республики Молдова. Является административным центром коммуны Тырново, включающей также сёла Бричева и Еленовка.

## История
До июля 1959 года село являлось административным центром упразднённого Тырновского района.

## География
Село расположено на высоте 231 метров над уровнем моря.

## Население
По данным переписи населения 2004 года, в селе Тырнова проживает 4293 человека (2017 мужчин, 2276 женщин).
Этнический состав села:
| Национальность | Число жителей | Процентный состав |
| -------------- | ------------- | ----------------- |
| молдаване      | 3472          | 80.88             |
| украинцы       | 505           | 11.76             |
| русские        | 222           | 5.17              |
| цыгане         | 39            | 0.91              |
| румыны         | 25            | 0.58              |
| поляки         | 5             | 0.12              |
| гагаузы        | 3             | 0.07              |
| болгары        | 1             | 0.02              |
| прочие         | 21            | 0.49              |
| Всего          | 4293          | 100%              |

## Инфраструктура
Учебные заведения:
Профессиональное техническое училище №9.
Русско-румынская школа.
Санаторий.

## Известные уроженцы
- Куза, Ефросиния Ивановна (1856—1910) — оперная певица.
- Шляхтицкий, Михаил Николаевич (род. 1956) — молдавский политический и государственный деятель. Министр просвещения Республики Молдова с 14 января 2011 по 24 июля 2012 года.